# Bundesautobahn 3
La Bundesautobahn 3 (o BAB 3) è un'autostrada tedesca. Essa parte dal confine olandese, vicino a Elten dove, in territorio olandese diventa A12. La A3 scorre parallela al Reno passando per i seguenti länder: Renania Settentrionale-Vestfalia, Renania-Palatinato, Assia la Baviera e dopo Passavia arriva in Austria diventando la Innkreisautobahn A8.
Nel suo lungo percorso la BAB 3 fa parte di diverse strade europee, le E35, E41, E43 e E45 nelle direttrici nord-sud e delle E34, E40, E42, E44 e E56 nelle direttrici ovest-est.

## Storia
L'Autostrada BAB 3, come la vediamo allo stato attuale, ha richiesto quasi 50 anni di lavori per essere completata.
Il primo tratto di quella che è chiamata Hollandlinie (linea per l'Olanda) e che unisce Emmerich e Oberhausen, venne aperto nel 1936, tra Oberhausen e Hilden, successivamente, nel 1937 venne collegata Siegburg (compreso quindi il tratto passante per Colonia).
Nel 1938 venne aperto il breve tratto tra Siegburg e la regione di Siebengebirge.
Nel 1939 aprirono i tratti tra Siebengebirge e Dierdorf, e, più a sud, il tratto tra Limburg Nord e Wiesbaden.
L'anno successivo aprì il tratto che collegava Dierdorf e Limburg Nord, mentre i lavori per le sezioni tra Wiesbaden e Francoforte sul Meno, tra Ratisbona e Deggendorf e tra Oberhausen ed Emmerich vennero interrotti a causa della guerra.
Nel 1950 ripresero i lavori per il completamento, Nel 1951 aprì una breve sezione di 1,5 km a Wiesbaden e nel 1956 venne aperto il tratto fino a Francoforte.
Nel 1959 aprì il tratto da Francoforte fino a Rohrbrunn, reso particolarmente ostico dalle pendenza da superare sullo Spessart, e nel 1961 venne collegata Würzburg e cominciarono ad aprire i primi tratti da Oberhausen verso i Paesi Bassi.
Nel frattempo, nel 1960 venne aperto il traffico tra Ravensburg e Norimberga e, successivamente, tra il 1963 ed il 1964 Norimberga venne collegata a Würzburg.
Nel 1965 si poteva quindi andare dai Paesi Bassi a Ratisbona sempre rimanendo all'interno dell'autostrada.
Nel 1968 Iniziò la costruzione del tratto tra Ratisbona e Passavia, che venne completato solo molti anni dopo. Infatti, il tratto tra Deggendorf e Passavia aprì solamente nel 1979, nel 1980 aprì il tratto tra Ratisbona e Straubing, nel 1983 Passavia venne collegata all'Austria e, nel 1984 con l'apertura del tratto tra Straubing e Deggendorf, l'autostrada venne completata come la vediamo al giorno d'oggi.

## L'autostrada oggi
L'autostrada parte dal confine olandese con due corsie per senso di marcia fino all'interconnessione con la BAB 2, dove diventa a 3 corsie (salvo un brevissimo tratto in direzione Passavia) fino a Colonia.
A Colonia ha un breve tratto, di circa 2 km, in comune con la BAB 4 a quattro corsie più corsia di emergenza. Passata Colonia, prosegue per Francoforte sul Meno, sempre con tre corsie più emergenza per senso di marcia, con un tracciato molto ricco di saliscendi. Nell'hinterland di Francoforte l'autostrada ridiventa a quattro corsie (dove la quarta corsia è dinamica fino all'interconnessione con la BAB 5 e poi dotata di corsia di emergenza fino ad Offenbach. L'autostrada prosegue ancora per un breve tratto a tre corsie fino allo svincolo di Hösbach, passando per due tunnel di recente inaugurazione.
A quel punto l'autostrada si restringe a due corsie più emergenza salvo rare eccezioni nei dintorni di Würzburg e nella zona di Norimberga tra le interconnessioni con la BAB 73 e la BAB 9, dove ritorna a tre corsie per senso di marcia.

## Lavori in corso

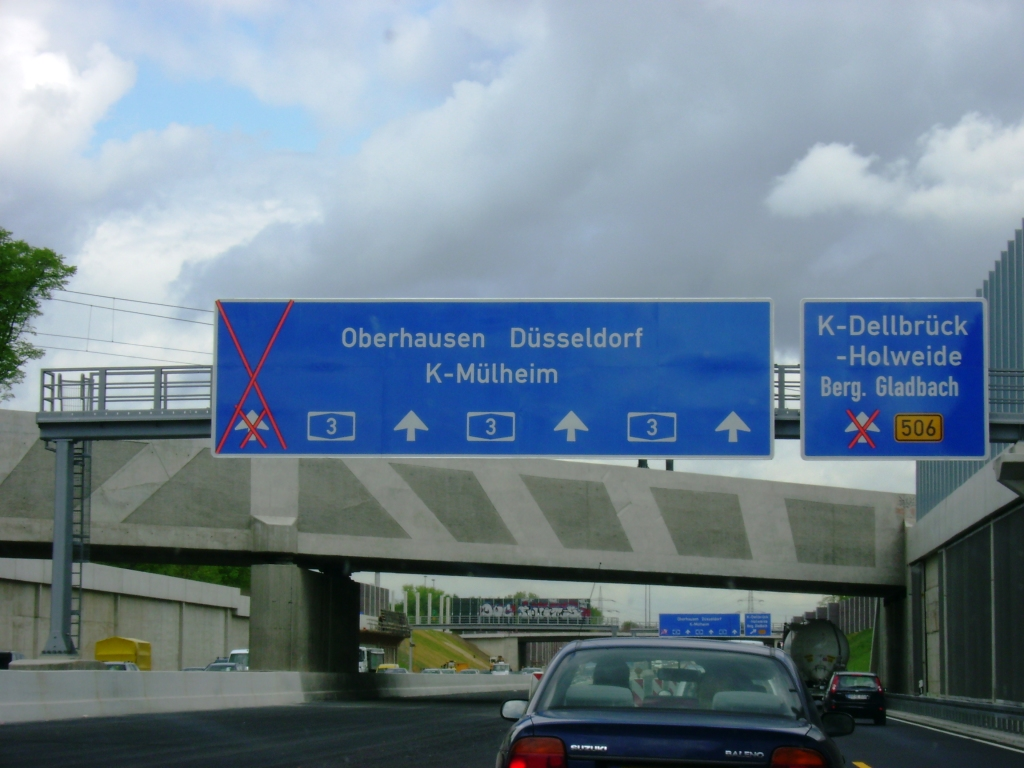
lavori nell'Autostrada A 3 Presso Colonia

Una serie di lavori in corso interessa quest'autostrada:
- realizzazione della quarta corsia, per circa 3 km, tra l'interconnessione con la BAB 4 (Kreuz Koln Ost) e Koln Muhlheim, in costruzione, apertura prevista nel 2012;
- completamento della quarta corsia tra Hanau e Francoforte sul Meno, in costruzione;
- realizzazione della terza corsia dallo svincolo di Hösbach al Kreuz Biebelried, in costruzione, apertura prevista nel 2012;
- realizzazione della terza corsia dal Kreuz Biebelried a Norimberga, in progetto.

## Percorso

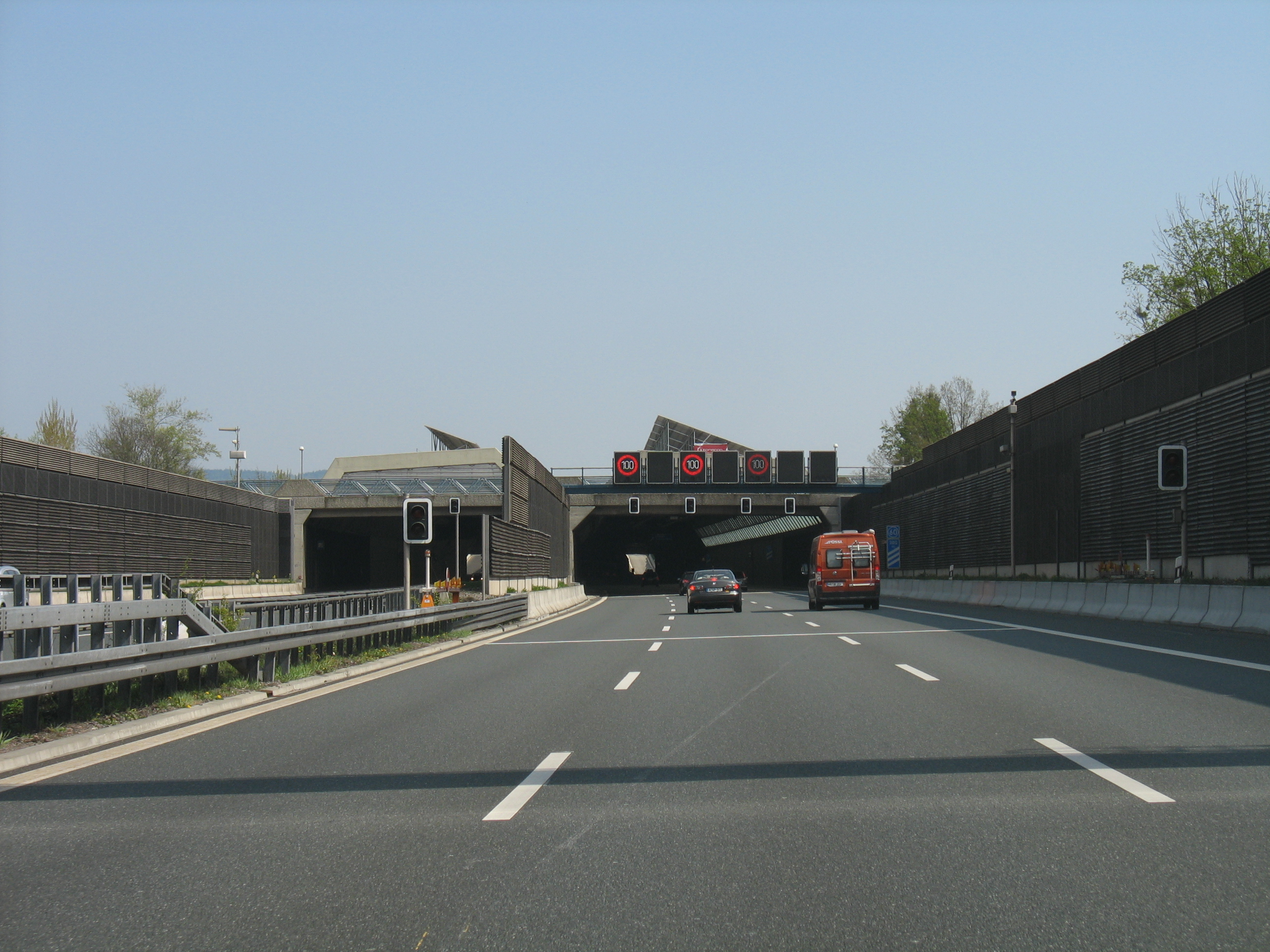
Autostrada A 3 ingresso nel Tunnel Hosbach

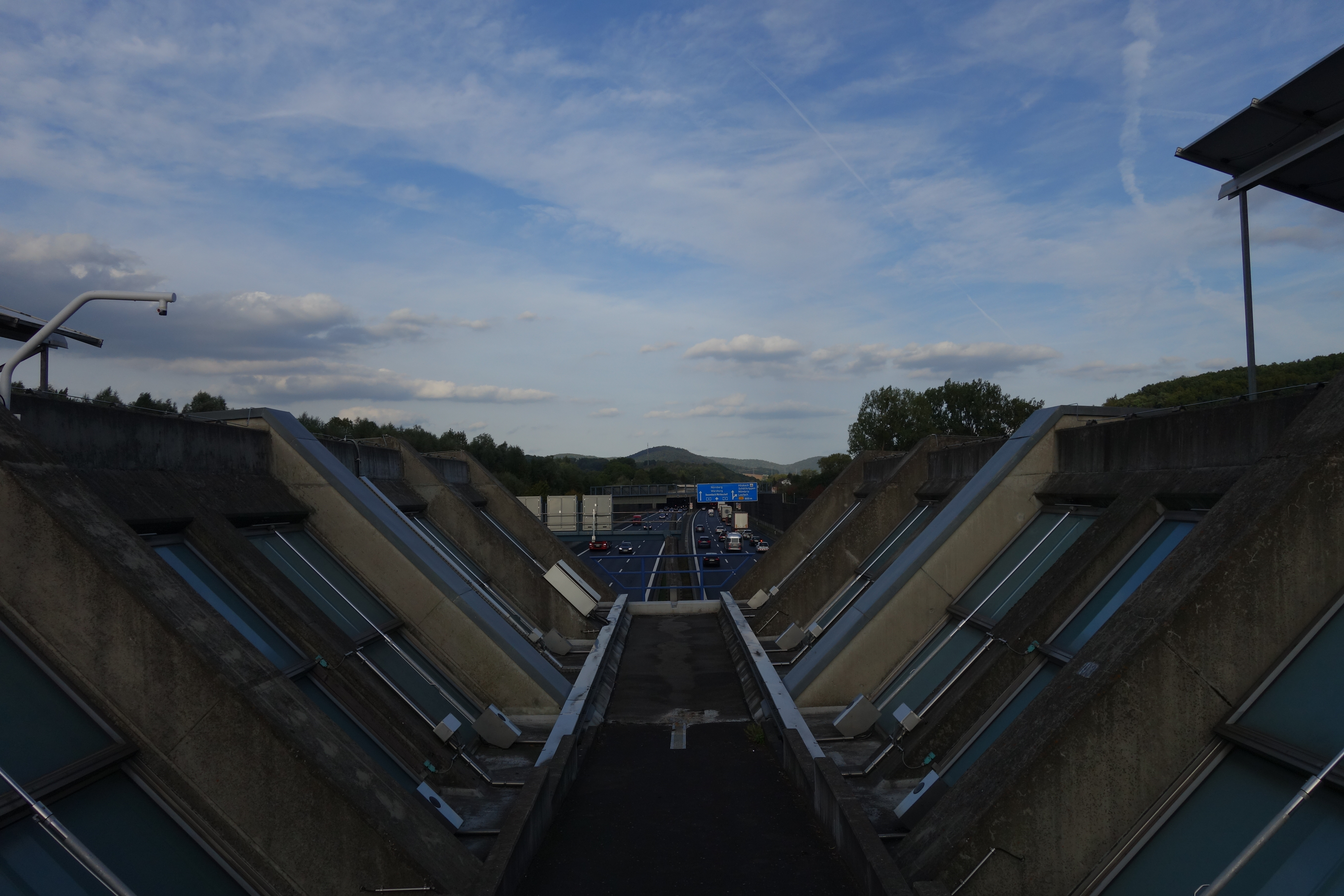
Tunnel Hösbach da sopra

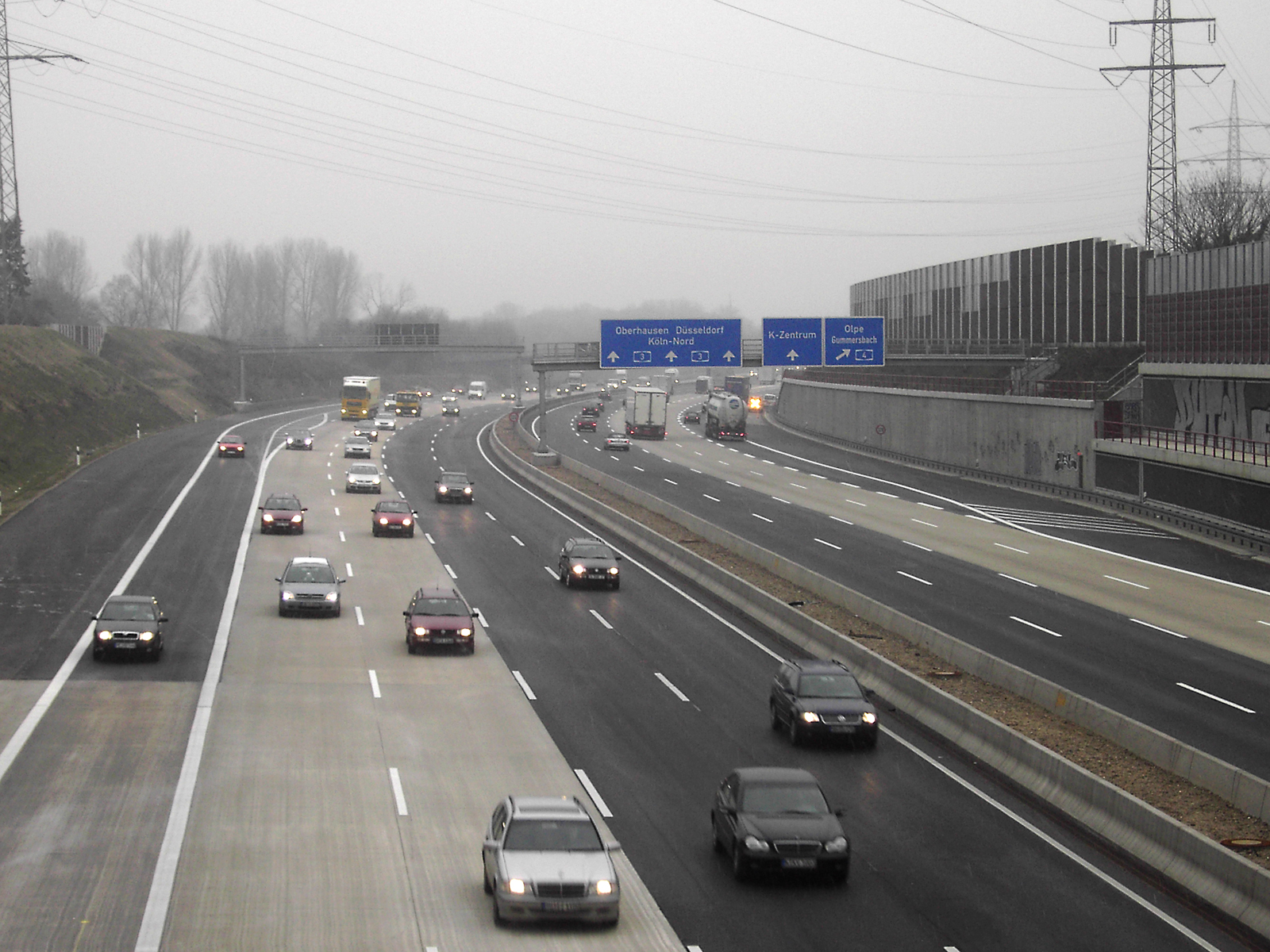
Autostrada A 3 Presso Colonia, nel tratto a 4 corsie per carreggiata

| BAB 03 |           |                                     |               |                    |                |
| Tipo   | n° uscita | Indicazione                         | km            | Corrispondenze     | Strada europea |
|        | 1         | Confine di Stato - Paesi Bassi      | 0,0           |                    |                |
|        |           | Area di servizio "Elten"            | 0,5           | Solo dir. Passavia |                |
|        | 2         | Elten                               | 2,1           |                    |                |
|        | 3         | Emmerich                            | 7,3           |                    |                |
|        | 4         | Rees                                | 22,2          |                    |                |
|        | 5         | Hamminkeln]                         | 35,4          |                    |                |
|        | 6         | Wesel                               | 48,8          |                    |                |
|        | 7         | Hünxe                               | 52,1          |                    |                |
|        |           | Area di servizio "Hünxe"            | 52,9          |                    |                |
|        | 8         | Dinslaken Nord                      | 58,9          |                    |                |
|        | 9         | Dinslaken Süd                       | 62,5          |                    |                |
|        | 10        | Autobahnkreuz Oberhausen            | 65,6          |                    |                |
|        | 11        | Oberhausen - Holten                 | 68,9          |                    |                |
|        | 12        | Autobahnkreuz Oberhausen West       | 72,0          |                    |                |
|        | 13        | Oberhausen - Lirich                 | 73,3          |                    |                |
|        | 14        | Autobahnkreuz Kaiserberg            | 77,0          |                    |                |
|        | 15        | Duisburg - Wedau                    | 81,6          |                    |                |
|        | 16        | Autobahnkreuz Breitscheid           | 89,7          |                    |                |
|        |           | Area di servizio "Hösel"            | 93,1          | Solo dir. Elten    |                |
|        | 17        | Autobahnkreuz Ratingen Ost          | 96,5          |                    |                |
|        | 18        | Mettmann                            | 101,0         |                    |                |
|        | 19        | Autobahnkreuz Hilden                | 108,7         |                    |                |
|        |           | Area di servizio "Ohligser Heide"   | 112,6         |                    |                |
|        | 20        | Solingen                            | 117,4         |                    |                |
|        | 21        | Autobahndreieck Langenfeld          | 118,4         |                    |                |
|        | 22        | Leverkusen Opladen                  | 124,8         |                    |                |
|        | 23        | Autobahnkreuz Leverkusen            | 126,8         |                    |                |
|        | 24        | Leverkusen                          | 128,8         |                    |                |
|        | 25        | Köln Mühlheim                       | 133,4         |                    |                |
|        | 26        | Köln Dellbrück                      | 135,6         |                    |                |
|        | 27        | Autobahnkreuz Köln Ost              | 137,2         |                    |                |
|        | 28        | Autobahndreieck Heumar              | 140,8 - 0,0   |                    |                |
|        | 29        | Königforst                          | 3,4           |                    |                |
|        |           | Area di servizio "Königforst"       | 7,3           |                    |                |
|        | 30a       | Rösrath                             | 10,0          |                    |                |
|        | 30b       | Lohmar Nord                         | 14,5          |                    |                |
|        | 31        | Lohmar                              | 17,8          |                    |                |
|        |           | Area di servizio "Siegburg"         | 19,8          |                    |                |
|        | 32        | Autobahnkreuz Bonn - Siegburg       | 23,8          |                    |                |
|        | 33        | Siebengebirge                       | 34,9          |                    |                |
|        | 34        | Bad Honnef - Linz                   | 40,6          |                    |                |
|        | 35        | Neustadt                            | 49,9          |                    |                |
|        |           | Area di servizio "Fernthal"         | 50,4          |                    |                |
|        |           | Area di servizio "Epgert"           | 54,4          | Solo dir. Elten    |                |
|        | 36        | Neuwied                             | 58,2          |                    |                |
|        |           | Area di servizio "Urbacher Wald"    | 63,1          | Solo dir. Elten    |                |
|        | 37        | Dierdorf                            | 64,6          |                    |                |
|        |           | Area di servizio "Sessenhausen"     | 70,6          | Solo dir. Passavia |                |
|        |           | Area di servizio "Landsberg"        | 72,0          | Solo dir. Elten    |                |
|        | 38        | Ransbach - Baumbach                 | 77,9          |                    |                |
|        | 39        | Autobahndreieck Dernbach            | 81,1          |                    |                |
|        | 40        | Montabaur                           | 86,2 / 87,0   |                    |                |
|        |           | Area di servizio "Montabaur"        | 87,7          | Solo dir. Elten    |                |
|        |           | Area di servizio "Heiligenroth"     | 89,5          | Solo dir. Passavia |                |
|        | 41        | Diez                                | 97,4          |                    |                |
|        | 42        | Limburg Nord                        | 106,7         |                    |                |
|        |           | Area di servizio "Limburg"          | 107,4         |                    |                |
|        | 43        | Limburg Süd                         | 109,0         |                    |                |
|        |           | Area di servizio "Bad Camberg"      | 123,4         |                    |                |
|        | 44        | Bad Camberg                         | 124,1         |                    |                |
|        | 45        | Idstein                             | 133,6         |                    |                |
|        | 46        | Wiesbaden - Niedernhausen           | 143,7         |                    |                |
|        |           | Area di servizio "Medenbach"        | 149,1         |                    |                |
|        | 47        | Wiesbadener Kreuz                   | 154,4         |                    |                |
|        | 48        | Raunheim                            | 161,4         |                    |                |
|        | 48b       | Autobahndreieck Mönchhof - Raunheim | 162,8         |                    |                |
|        | 49        | Kelsterbach                         | 167,4         |                    |                |
|        | 50        | Frankfurt Flughafen                 | 170,2 / 170,7 |                    |                |
|        | 50b       | Frankfurter Kreuz                   | 171,6         |                    |                |
|        | 51        | Frankfurt Süd                       | 174,9         |                    |                |
|        | 51b       | Cassius Clay                        | 176,5         |                    |                |
|        | 52        | Offenbacher Kreuz                   | 180,6         |                    |                |
|        | 52b       | Offenbach                           | 181,6         |                    |                |
|        | 53        | Obertshausen                        | 187,8         |                    |                |
|        | 54        | Hanau                               | 192,5         |                    |                |
|        |           | Area di servizio "Weiskirchen"      | 193,9         |                    |                |
|        | 55        | Seligenstadt                        | 197,7         |                    |                |
|        | 56        | Seligenstadter Dreieck              | 204,5         |                    |                |
|        | 57        | Stockstadt                          | 207,3         |                    |                |
|        | 58        | Aschaffenburg                       | 208,9         |                    |                |
|        | 59        | Aschaffenburg Ost                   | 216,0         |                    |                |
|        |           | Tunnel Hosbach West (Km. 1,40)      |               |                    |                |
|        | 60        | Goldbach                            | 218,9         |                    |                |
|        |           | Tunnel Hosbach Ost (Km. 0,70)       |               |                    |                |
|        | 61        | Hösbach                             | 220,1         |                    |                |
|        | 62        | Bessenbach - Waldaschaff            | 223,1         |                    |                |
|        | 63        | Weibersbrunn                        | 231,8         |                    |                |
|        | 64        | Rohrbrunn                           | 237,5         |                    |                |
|        |           | Area di servizio "Spessart"         | 237,5         |                    |                |
|        | 65        | Marktheidenfeld                     | 253,1         |                    |                |
|        | 66        | Wertheim - Lengfurt                 | 260,2         |                    |                |
|        | 67        | Helmstadt                           | 274,7         |                    |                |
|        | 68        | Dreieck Würzburg West               | 278,8         |                    |                |
|        | 69        | Würzburg Kist                       | 280,8         |                    |                |
|        | 70        | Würzburg Heidingsfeld               | 287,1         |                    |                |
|        |           | Area di servizio "Würzburg"         | 289,1         |                    |                |
|        | 71        | Würzburg Randersacker               | 292,7         |                    |                |
|        | 72        | Rottendorf                          | 299,5         |                    |                |
|        | 73        | Kreuz Biebelried                    | 301,4         |                    |                |
|        | 74        | Kitzingen - Schwarzach              | 310,2         |                    |                |
|        |           | Area di servizio "Haidt"            | 312,6         |                    |                |
|        | 75        | Wiesentheid                         | 320,3         |                    |                |
|        | 76        | Geiselwind                          | 330,5         |                    |                |
|        | 77        | Sclüsselfeld                        | 342,5         |                    |                |
|        |           | Area di servizio "Steigerwald"      | 349,7         |                    |                |
|        | 78        | Höchstadt Nord                      | 354,2         |                    |                |
|        | 79        | Pommersfelden                       | 357,0         |                    |                |
|        | 80        | Höchstadt Ost                       | 361,0         |                    |                |
|        | 81        | Erlangen West                       | 370,2         |                    |                |
|        |           | Area di servizio "Aurach"           | 375,4         |                    |                |
|        | 82        | Erlangen Frauenaurach               | 377,6         |                    |                |
|        | 83        | Kreuz Fürth - Erlangen              | 381,2         |                    |                |
|        | 84        | Erlangen Tennelohe                  | 385,0         |                    |                |
|        | 85        | Nürnberg Nord                       | 393,7         |                    |                |
|        | 86        | Nürnberg Behringersdorf             | 397,7         |                    |                |
|        | 87        | Nürnberg Mögelsdorf                 | 398,8         |                    |                |
|        | 88        | Kreuz Nürnberg                      | 403,4         |                    |                |
|        | 89        | Kreuz Altdorf                       | 410,9         |                    |                |
|        | 90        | Altdorf - Burgthann                 | 415,0         |                    |                |
|        | 91        | Oberölsbach                         | 421,6         |                    |                |
|        | 92        | Neumarkt                            | 428,1         |                    |                |
|        |           | Area di servizio "Jura"             | 439,7         |                    |                |
|        | 93        | Velburg                             | 444,7         |                    |                |
|        | 94        | Parsberg                            | 455,2         |                    |                |
|        | 95        | Beratzhausen                        | 466,1         |                    |                |
|        | 96        | Laaber                              | 472,5         |                    |                |
|        | 97        | Nittendorf                          | 481,3         |                    |                |
|        | 98        | Sinzing                             | 488,8         |                    |                |
|        | 99        | Kreuz Regensburg                    | 491,6         |                    |                |
|        | 100a      | Regensburg Universität              | 494,8         |                    |                |
|        | 100b      | Regensburg Burgweinting             | 497,1         |                    |                |
|        | 101       | Regensburg Ost                      | 498,3         |                    |                |
|        | 102       | Neutraubling                        | 501,7         |                    |                |
|        | 103       | Rosenhof]                           | 505,0         |                    |                |
|        | 104a      | Wörth - Wiesent                     | 514,1         |                    |                |
|        | 104b      | Wörth - Ost                         | 517,5         |                    |                |
|        | 105       | Kirchroth                           | 528,1         |                    |                |
|        | 106       | Straubing                           | 534,4         |                    |                |
|        |           | Area di servizio "Bayerischer Wald" | 540,9         |                    |                |
|        | 107       | Bogen                               | 543,2         |                    |                |
|        | 108       | Schwarzach                          | 548,9         |                    |                |
|        | 109       | Metten                              | 558,1         |                    |                |
|        | 110       | Kreuz Deggendorf                    | 562,8         |                    |                |
|        | 111       | Hengersberg                         | 572,0         |                    |                |
|        | 112       | Iggensbach                          | 580,5         |                    |                |
|        | 113       | Garham - Vilshofen                  | 587,4         |                    |                |
|        | 114       | Aicha                               | 592,5         |                    |                |
|        | 115       | Passau Nord                         | 603,3         |                    |                |
|        |           | Area di servizio "Donautal"         | 605,2         |                    |                |
|        | 116       | Passau Mitte                        | 608,6         |                    |                |
|        | 117       | Passau Süd                          | 612,0         |                    |                |
|        | 118       | Pocking                             | 623,7         |                    |                |
|        | 119       | Confine di Stato - Austria          | 628,3         |                    |                |